# 2769 Mendeleev
För andra betydelser, se Mendeleev.
2769 Mendeleev eller 1976 GZ2 är en asteroid i huvudbältet som upptäcktes den 1 april 1976 av den rysk-sovjetiske astronomen Nikolaj Tjernych vid Krims astrofysiska observatorium på Krim. Den har fått sitt namn efter den ryske kemisten Dmitrij Mendelejev.
Asteroiden har en diameter på ungefär 13 kilometer och den tillhör asteroidgruppen Themis.